# 道の駅かみおか
道の駅かみおか（みちのえき かみおか）は、秋田県大仙市北楢岡にある国道13号の道の駅。愛称は茶屋っこ一里塚。
道の駅前の国道上に羽州街道の一里塚（三本杉一里塚、または長丁場一里塚）がある。秋田県内では唯一、現役の国道の両側に残っている一里塚である。

## 施設
- 駐車場
  - 普通車：37台
  - 大型車：14台
  - 身障者用：2台
- トイレ（いずれも24時間利用可能）
  - 男：大 3器、小 4器
  - 女：5器
  - 身障者用：1器
- 公衆電話：1台
- 直売コーナー
- 物産コーナー　9:00 - 18:00

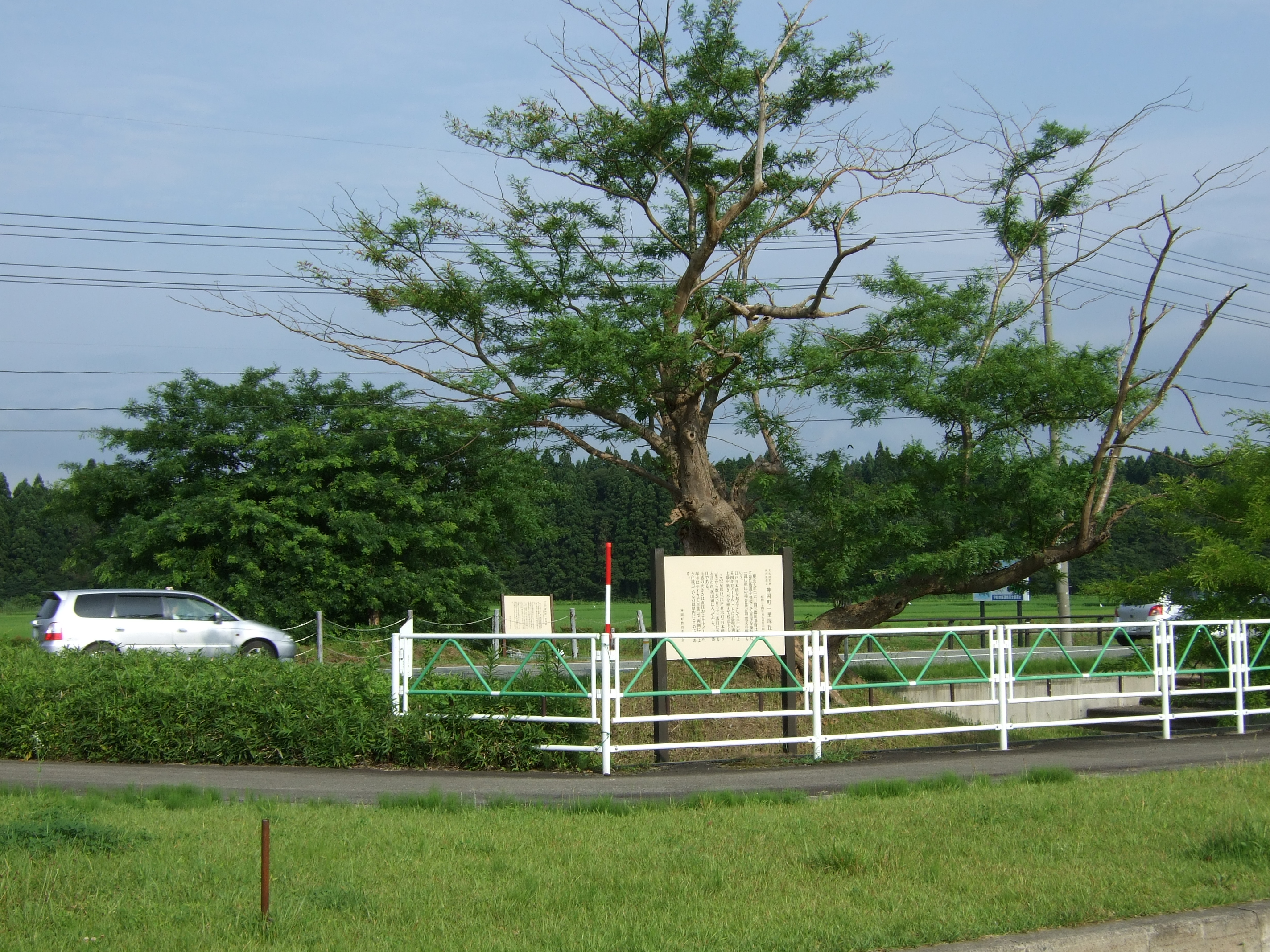
三本杉一里塚

- レストラン 11:00 - 15:30（LO15:00）
- 屋台市場（9:00 - 17:00 土日18:00）
- 休憩所（24時間）
- 小公園
- 情報コーナー

## 休館日
- 無休

## アクセス
- 国道13号 - 登録路線